# Foszfor-trijodid
A foszfor-trijodid (PI3) egy sötétvörös színű, szilárd vegyület, amely vízzel hevesen reagál. Gyakori tévhit, hogy a PI3 annyira instabil, hogy nem lehet tárolni (a levegő párájával reakcióba lép, lásd lejjebb), valójában azonban kereskedelmi forgalomban is kapható. Széles körben alkalmazzák az alkoholok alkil-jodidokká való átalakítására. Emellett erős redukálószer. A foszfornak létezik egy alacsonyabb oxidációs fokú jodidja is, a P2I4, az viszont kétséges, hogy a PI5 létezik-e szobahőmérsékleten.

## Tulajdonságai
A PI3 dipólusmomentuma szén-diszulfidos oldatban lényegében 0, mert a P−I kötés alig dipólusos. A P−I kötés gyenge is, a PI3 sokkal kevésbé stabilis, mint a PCl3 vagy a PBr3, a PI3 standard képződési entalpiája mindössze −46 kJ/mol.

## Reakciói
A foszfor-trijodid hevesen reagál vízzel – kis mennyiségű foszfin és P−P kötéseket tartalmazó vegyületek mellett – foszforossav (H3PO3) és hidrogén-jodid keletkezik. Az alkoholokkal hasonlóképpen alkil-jodidokat képez, ez jelenti a PI3 fő felhasználását.
A PI3 emellett erős redukálószer, a szulfoxidokat tioéterekké redukálja, még −78 °C-on is. Emellett a foszfor-trijodid 1-jódbutános oldata vörösfoszforral való hevítés hatására P2I4-dá redukálódik.

## Előállítása
A szokásos eljárás a foszfor-trijodid előállítására az elemek egyesítése, például jód hozzáadása a fehérfoszfor szén-diszulfidos oldatához.
{\displaystyle \mathrm {P_{4}+6\ I_{2}\rightarrow 4\ PI_{3}} }
Emellett a PCl3 is átalakítható foszfor-trijodiddá hidrogén-jodiddal vagy bizonyos fém-jodidokkal.